# La Jolla

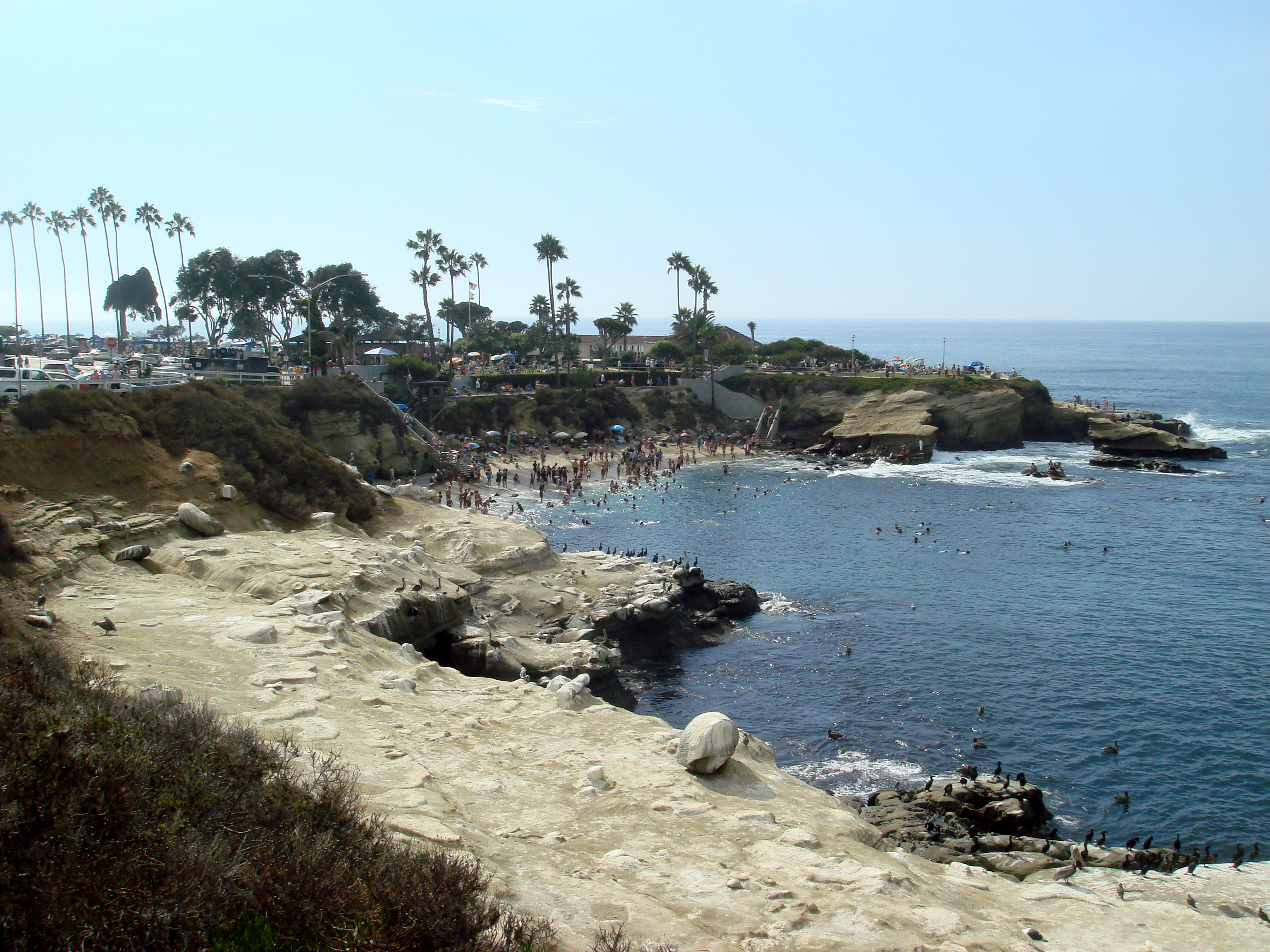
La Jolla Cove

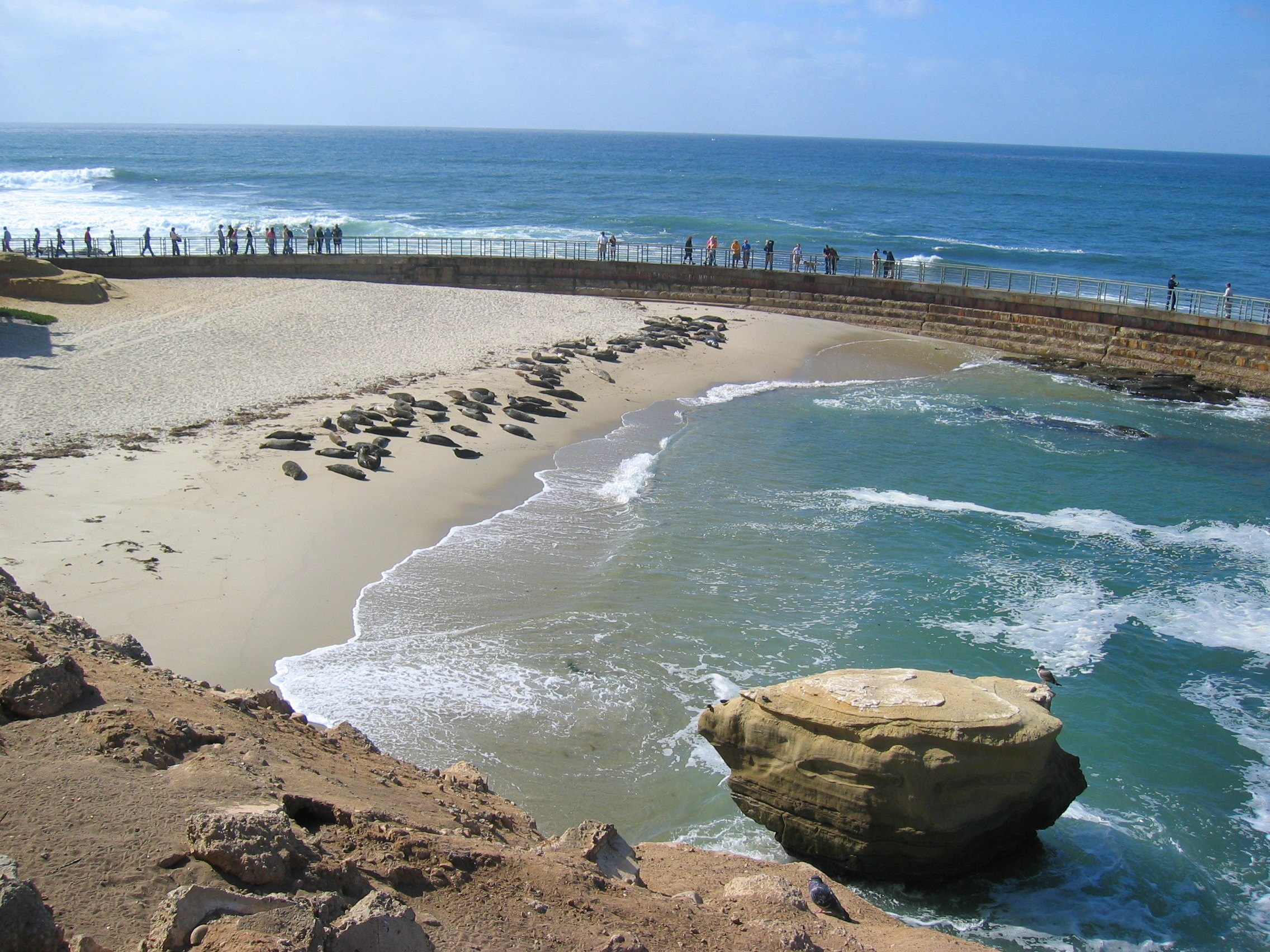
La Jolla Children's Pool

La Jolla is een badplaats met 42.808 inwoners binnen de grenzen van San Diego, Californië. La Jolla grenst aan Pacific Beach in het zuiden en strekt in het noorden tot aan het Torrey Pines State Reserve en Del Mar. Het omvat buurten als Bird Rock, Windansea, The Village of La Jolla (inclusief downtown La Jolla), La Jolla Shores, La Jolla Farms, Torrey Pines, Mount Soledad en La Jolla Village (inclusief La Jolla Village Square). Interstate 5 is de grens aan het oosten, met de uitzondering van de Universiteit van Californië - San Diego.

## Kenmerken
Inwoners van La Jolla hebben het meestal over de village of town La Jolla. Het officiële postadres is "La Jolla", niet "San Diego". Elke andere gemeenschap binnen de grenzen van de City of San Diego gebruikt "San Diego". Hierdoor denken veel bezoekers en zelfs inwoners dat La Jolla een aparte omsloten stad is.

## Landschap
De straten met palmen, de grote villa’s, het mediterrane klimaat en de sfeer, zorgen ervoor dat La Jolla doet denken aan een Zuid-Europees dorp met trekken van Beverly Hills langs de dure winkels, boetiekjes en galerieën aan Prospect Street. Veel van de natuurlijke charme van La Jolla is te danken aan de nabijheid van de oceaan en Mount Soledad. Smalle kronkelpaadjes volgen de contouren van Soledad en honderden huizen die over de oceaan uitkijken zijn op de hellingen gebouwd. De zandstranden die zich langs de kust bevinden, zijn Windansea Beach, La Jolla Cove, La Jolla Beach and Tennis Club, La Jolla Shores, Scripps en Black's Beach (tot aan Torrey Pines State Reserve).

## Opleidingen
De Universiteit van Californië - San Diego (waaronder het Scripps Institution of Oceanography en het San Diego Supercomputer Center) is het centrum van hoger onderwijs in La Jolla. De National University is ook gevestigd in La Jolla. Onder de verschillende onderzoeksinstituten bij de UCSD en in het nabijgelegen Torrey Pines Science Park zijn The Scripps Research Institute, het Burnham Institute (voorheen La Jolla Cancer Research Foundation) en het Salk Institute.

## Literair La Jolla

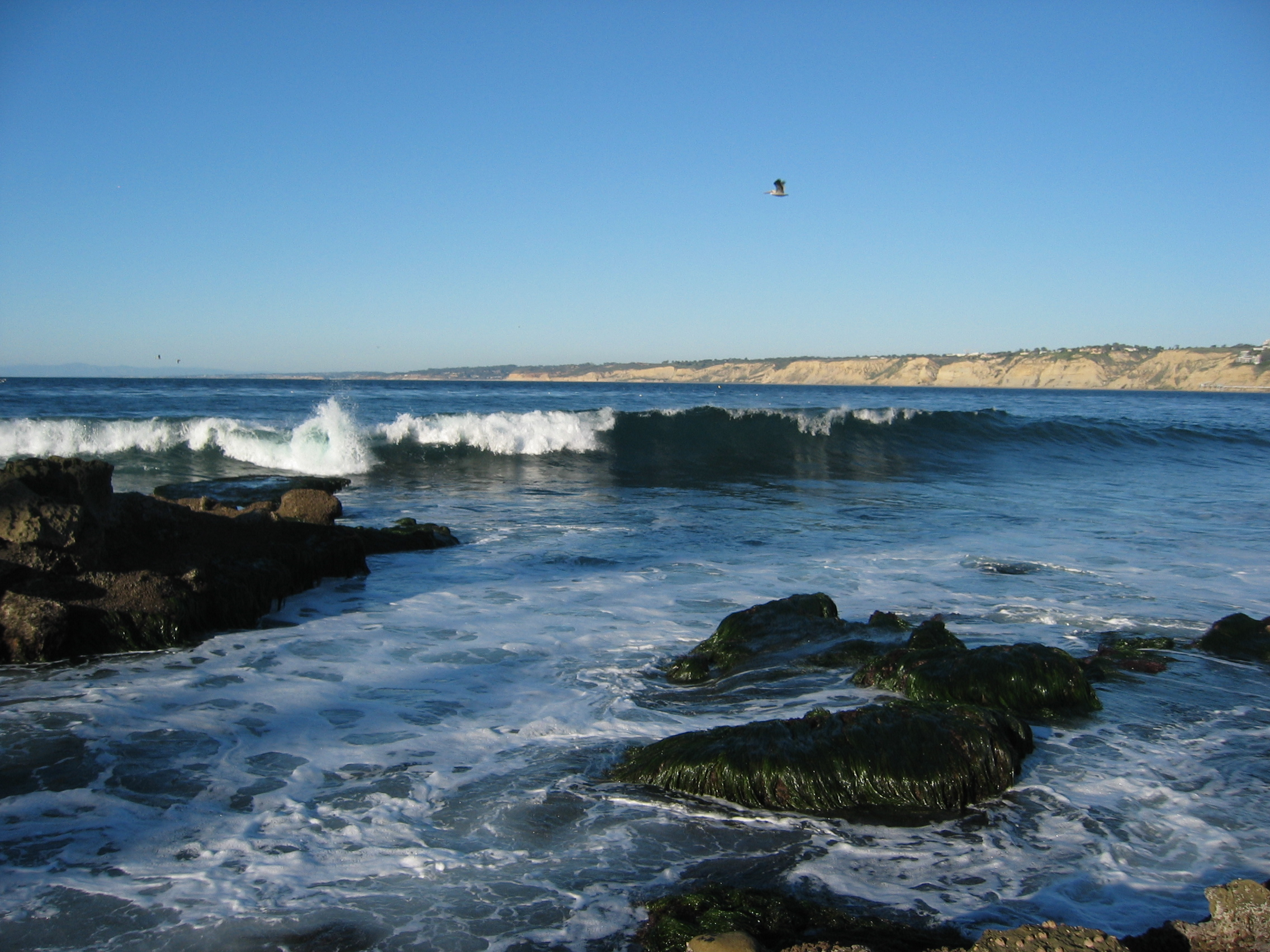
Uitzicht vanaf La Jolla Cove

Theodor Geisel, ook bekend als Dr. Seuss, was een inwoner van La Jolla tot zijn overlijden in 1991. In tegenstelling tot veel beroemdheden stonden zijn adres en zijn telefoonnummer gewoon in het telefoonboek. De Geisel Library, de belangrijkste bibliotheek van de Universiteit van Californië - San Diego, is naar hem genoemd. Raymond Chandler, schrijver van detectiveverhalen en -romans, verhuisde aan het einde van zijn carrière naar La Jolla. Hij overleed 13 jaar later, maar niet voordat hij een somber aforisme over het toen bedompte La Jolla had gegeven: "A nice place -- for old people and their parents" (Een leuke plek -- voor oude mensen en hun ouders).
Het titelverhaal van Tom Wolfe's The Pump House Gang gaat over een groep surfers uit Windansea Beach in La Jolla die "het Watts oproer bijwonen alsof het de Rose Bowl Game in Pasadena was."
Schrijfster Anne Rice verhuisde van New Orleans naar La Jolla in 2005.

## Attracties en activiteiten
La Jolla is ook de locatie van de Torrey Pines Golf Course, bekend van de PGA Tour Buick Invitational die daar elke februari gehouden wordt (in 2005 in januari); in 2008 werd het US Open kampioenschap op de baan gehouden. Onderaan de steile kliffen van het Salk Institute en de Torrey Pines Golf Course is het beroemde de facto naaktstrand, Black's Beach.
Strandwandelingen zijn populair, vooral tijdens zonsondergang. Mogelijk vangen ze dan een glimp op van de "groene flits".
De binnenstad van La Jolla is bekend vanwege de juweliers en de dure restaurants en hotels. Prospect Street en Girard Avenue hebben verschillende beroemde boetieks en restaurants. Het La Valencia Hotel staat bekend om de architectuur en de geschiedenis.
In de afgelopen jaren hebben gewone zeehonden Children’s Beach overgenomen, een eigenaardig kunstmatige inham vlak bij de binnenstad. De zeehonden worden beschermd door federale wetten, waardoor het verwijderen van deze dieren een moeilijk en controversieel onderwerp is. Het strand is open, maar het lastigvallen van de zeehonden is verboden. Zwemmen is toegestaan, maar wordt niet aanbevolen.
Skimboarden en surfen zijn erg populair op de wereldberoemde stranden van La Jolla.
De USS La Jolla, een atoomonderzeeër, is naar de plaats vernoemd.

## Oorsprong en uitspraak
Het gebied stond bekend als La Jolla Park sinds minstens 1886. De oorsprong van de naam is vaag. Het wordt uitgesproken als La HOY-ya niet La GO-lja zoals het in het Spaans zou zijn. Er wordt gezegd dat het een verbastering is van ahoy, uitgeroepen door zeelui om de aandacht te trekken van mensen aan de wal. De inwoners van La Jolla beweren dat het een spelfout is van La Joya, wat "Het Juweel" betekent in het Spaans. Er is weinig of geen verschil in uitspraak tussen Jolla en Joya. Waarschijnlijkst echter, hoewel het minst tot de verbeelding sprekend, is de theorie dat het een verbastering is van het indiaanse woord "Woholle," wat "holte in de berg" betekent, refererend aan de grotten in de rotswanden vlak bij La Jolla Cove Park. De meeste van deze grotten zijn sindsdien ingestort door erosie.

## Bekende inwoners van La Jolla

### Geboren
- Gregory Peck (1916-2003), acteur
- Cliff Robertson (1923-2011), acteur
- Michael Franks (1944), zanger en songwriter
- Marcia Gay Harden (1959), toneel-, televisie- en filmactrice
- Autumn Reeser (1960), actrice
- Danica McKellar (1975), actrice, schrijfster
- Alyssa Jacey (1981), danseres, singer-songwriter

### Overleden
- Abelardo Luján Rodríguez (1889-1967), president van Mexico (1932-1934)
- Carl Rogers (1902-1987), psycholoog
- Theodor Seuss Geisel (1904-1991), schrijver, dichter en tekenaar, beter bekend als Dr. Seuss
- Sally Ride (1951-2012), astronaut en natuurkundige
- J.J. Cale (1938-2013), singer-songwriter en gitarist

### Woonachtig (geweest)
- Actrice Raquel Welch heeft in La Jolla gewoond, net als de Hearst familie.
- Schrijfster Anne Rice, auteur van Interview With the Vampire, verhuisde van de omgeving van New Orleans naar La Jolla in maart 2005.[2]
- Rockgitarist Warren DeMartini van de metalband Ratt ging naar de middelbare school in La Jolla
- Tot voor kort leidde Deepak Chopra zijn Center for Well Being vanuit La Jolla.
- Kary Mullis, een biochemicus en surfer uit La Jolla, was de uitvinder van de polymerase-kettingreactie (PCR, polymerase chain reaction), een procedure die gebruikt wordt bij genetische manipulatie en forensisch onderzoek, waarvoor hij de Nobelprijs won.
- Armi Kuusela, winnaar van de eerste Miss Universe-schoonheidswedstrijd in 1952, woont in La Jolla met haar echtgenoot Albert Williams.
- Veel van de Forbes 400 rijkste Amerikanen wonen in La Jolla, onder wie Irwin en Joan Jacobs, Margaret Anne Cargill, David C. Copley en Audrey Geisel (de weduwe van Theodore Geisel/Dr. Seuss)
- Ellen Browning Scripps, filantroop, oprichter van het Scripps Institute of Oceanography en Scripps College.
- James Maslow, acteur en zanger van de band Big Time Rush groeide op in La Jolla.